# ريزدنت إيفل 3 (لعبة فيديو 2020)
ريزدنت إيفل 3 (بالإنجليزية: Resident Evil 3)‏ هي لعبة فيديو من نوع رعب البقاء من تطوير ونشر شركة كابكوم، صدرت في 3 أبريل 2020 وتعتبر النسخة المحدثة للعبة الأصلية ريزدنت ايفل 3: نمسيس التي صدرت على بلاي ستيشن 1 عام 1999. يتحكم اللاعبون في عميلة النخبة السابقة جيل فالنتين والمرتزق كارلوس أوليفيرا أثناء محاولتهم العثور على لقاح والهروب من المدينة أثناء تفشي الزومبي. وتعمل اللعبة على عدة أنظمة وهي بلاي ستيشن 4، إكس بوكس ون ومايكروسوفت ويندوز، وفي أبريل 2020 ولأجهزة أمازون لونا وبلاي ستيشن 5 وإكس بوكس سيريس إكس/إس في يونيو 2022، مع إصدار نسخة سحابية على نينتندو سويتش الذي أُصدر في نوفمبر 2022.
طُورت معظم آجزاء لعبة ريزدنت إيفل 3 بالتزامن مع النسخة الجديدة لعام 2019 من لعبة ريزدنت إيفل 2. وتعمل كلتا اللعبتين على محرك أر إي إنجن من كابكوم. على الرغم من أن النسخة الجديدة تحتوي على نفس حبكة النسخة الأصلية من اللعبة، إلا أنه أُعيد ترتيب العديد من الأجزاء حتى تكون قصة مترابطة وأكثر تركيزًا. قام المطورون بتجديد سرعة حركة اللاعبين والرسوم المتحركة من نسخة ريزدنت إيفل 2 المطورة وأضافوا القدرة على تفادي الهجمات في اللعبة وذلك لإبقاء أسلوب النسخة الأصلية من اللعبة والتي اعتمدت على عنصر الآكشن. ونظرًا لاستبعاد النسخة الجديدة بعض من ميزات النسخة الأصلية من اللعبة، أُضيفت لعبة منفصلة لعبة فيديو جماعية منفصلة وهي ريزدنت إيفل:رزستنس، إلى ريزدنت إيفل 3.
تلقت اللعبة تقييمات إيجابية بشكل عام من النقاد، الذين أشادوا بسردها المقنع وأجواءها المتوترة ورسوماتها. ولكن واجهت اللعبة النقد نسبةً لقصر مدة اللعب ولعدم وجود بعض الميزات كما في النسخة الأصلية من اللعبة. كان التركيز الأكبر على عنصر الآكشن والتسلسلات المكتوبة سبب خيبة آمال بعض النقاد. باعت اللعبة 8.4 مليون نسخة بحلول ديسمبر 2023، و8.7 مليون نسخة إجمالًا بحلول 31 مارس 2024.

## قصة اللعبة
تدور أحداث اللعبة في مدينة راكون خلال كارثة الغيبوبة الناجمة عن تفشي فيروس T-Virus الذي أنشأته شركة الأدوية أمبريلا في 28 سبتمبر 1998 أي قبل 24 ساعة من أحداث ريزدنت إيفل 2، تحول معظم مواطني مدينة راكون إلى زومبيات نتيجة تفشي فيروس T-Virus وخلال الكارثة تعرضت جيل فالنتين، العضوة السابقة في التكتيكات الخاصة وخدمة الإنقاذ (S.T.A.RS)، لهجوم في شقتها من قبل النمسيس (بالإنجليزية: Nemesis)‏ وهو سلاح بيولوجي ذكي أرسلته شركة أمبريلا خصيصاً للقضاء على أعضاء "S.T.A.R.S" كشهود على جرائم الشركة.
في اللعبة، تنضم جيل لفترة وجيزة إلى زميلها الضابط في فرقة تكتيكات الخاصة وخدمة الإنقاذ (S.T.A.RS) براد فيكرز قبل أن يقتله الزومبي، وتهرب جيل من النمسيس ويقوم بإنقاذها كارلوس أوليفيرا، وهو مرتزقة أمن خدمة مكافحة المخاطر البيولوجية أرسلته شركة أمبريلا لإجلاء الناجيين. وضح كارلوس أنه ومجموعته من المرتزقة الناجين - ميخائيل فيكتور ، وتيريل باتريك، ونيكولاي جينوفيف - قاموا بإنشاء قطارات مترو أنفاق لإجلاء المدنيين من المدينة. تساعدهم جيل في إعادة تنشيط الطاقة في مترو الأنفاق وتغادر في قطار مع نيكولاي وميخائيل، بينما يبقى كارلوس وتيريل للبحث عن الدكتور ناثانيال بارد، عالم أمبريلا الذي لربما طور لقاحًا لفيروس تي.

## الاستقبال
| استقبال |                                        |
| --- | -------------------------------------- |
| مجموع النقاط المجموع نقاط ميتاكريتيك (PC) 77/100 (PS4) 79/100 (XONE) 84/100 نتائج المراجعة نشرة نقاط إدج 6/10 إلكترونك غيمينغ مونثلي فاميتسو 36/40 غيم إنفورمر 9/10 غيم ريفولوشن غيم سبوت 6/10 غيمز رادار آي جي إن 9/10 بي سي غيمر (الولايات المتحدة) 58/100 |                                        |
| مجموع النقاط |                                        |
| المجموع | نقاط                                   |
| ميتاكريتيك | (PC) 77/100 (PS4) 79/100 (XONE) 84/100 |
| نتائج المراجعة |                                        |
| نشرة | نقاط                                   |
| إدج | 6/10                                   |
| إلكترونك غيمينغ مونثلي | 4/5 stars                              |
| فاميتسو | 36/40                                  |
| غيم إنفورمر | 9/10                                   |
| غيم ريفولوشن | 4/5 stars                              |
| غيم سبوت | 6/10                                   |
| غيمز رادار | 4/5 stars                              |
| آي جي إن | 9/10                                   |
| بي سي غيمر (الولايات المتحدة) | 58/100                                 |

### المبيعات
وفقًا لشركة كابكوم، باعت اللعبة 4.6 مليون نسخة بحلول نوفمبر 2021. و8.4 مليون نسخة إجمالًا بحلول ديسمبر 2023. و 8.70 مليون نسخة إجمالًا بحلول 31 مارس 2024.

## روابط خارجية
- ريزدنت إيفل 3 (2020) على موقع IMDb (الإنجليزية)